# Krystyna Znaniecka
Krystyna Jadwiga Znaniecka (zm. w lipcu 2021) – polska ekonomistka, prof. dr hab.

## Życiorys
Obroniła pracę doktorską, następnie uzyskała stopień doktora habilitowanego. 29 lipca 1991 nadano jej tytuł profesora w zakresie nauk ekonomicznych. Została zatrudniona na stanowisku profesora zwyczajnego w Katedrze Finansów Publicznych na Wydziale Finansów i Ubezpieczeń Uniwersytetu Ekonomicznego w Katowicach, oraz w Katedrze Finansów Wyższej Szkole Bankowości i Finansów w Katowicach.
Była kierownikiem w Katedrze Finansów i Rachunkowości Wyższej Szkole Bankowości i Finansów w Katowicach, a także Katedry Finansów na Wydziale Finansów i Ubezpieczeń Uniwersytetu Ekonomicznego w Katowicach, oraz członkiem zarządu oddziału w Katowicach Polskiego Towarzystwa Ekonomicznego i rektorem w Wyższej Szkole Bankowości i Finansów w Katowicach.
Zmarła w lipcu 2021.

## Odznaczenia
- Krzyż Kawalerski Orderu Odrodzenia Polski (1999)[3]